# Observatori Lowell
|  | No s'ha de confondre amb Observatori Flagstaff. |

L' Observatori Lowell  és un observatori astronòmic situat a Flagstaff, Arizona. L'Observatori Lowell és un dels observatori més antics dels Estats Units, i està catalogat com a edifici d'interès històric. El telescopi Alvan Clark de 24 polzades, inaugurat el 1896, original encara es fa servir en demostracions educatives. L'Observatori Lowell rep fins a 70,000 visitants a l'any, que realitzen visites guiades i observen diverses meravelles nocturnes a través del telescopi Clark i altres. Va ser fundat el 1894 per l'astrònom Percival Lowell, i dirigit durant un temps pel seu tercer nebot Guy Lowell. L'administrador actual de l'observatori Lowell és William Lowell Putnam, renebot del fundador Percival Lowell.

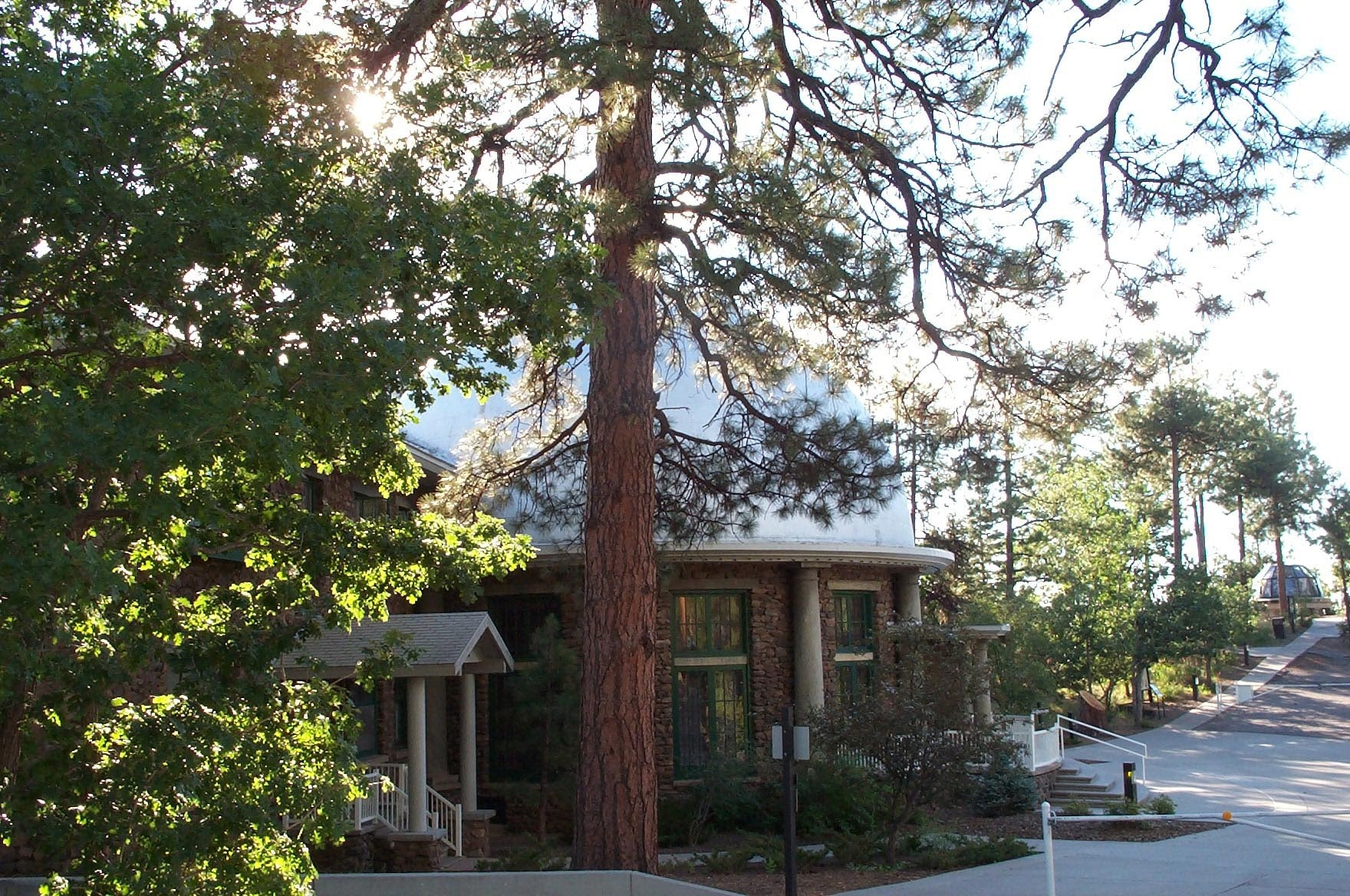
Museu Slipher, cúpula de l'Observatori Lowell.

L'observatori opera diversos telescopis en dos llocs de Flagstaff. Les instal·lacions principals, situades a Mars Hill a l'oest del poble de Flagstaff, alberguen el Telescopi Clark de refracció de 24 polzades (0,61-metres) original, encara que el seu paper actual és d'eina educativa i no de recerca. El telescopi, construït el 1896 per $ 20,000 $, va ser muntat a Boston per Alvan Clark i després enviat en tren a Flagstaff. També situat al campus de Mars Hill hi ha el Telescopi de 13 polzades (0.33-metres) Pluto Discovery, usat per Clyde Tombaugh el 1930 per descobrir el planeta nan Plutó.
L'observatori en l'actualitat opera quatre telescopis per a la recerca en Anderson Mesa, situat a 12 milles al sud-est de Flagstaff, incloent el telescopi Perkins de 72 polzades (1.8 metres) en col·laboració amb la Universitat de Boston i el telescopi John S. Hall de 42 polzades (1.1 metres). Lowell està associat amb l'Observatori Naval dels Estats Units i el NRL (Prototip Naval d'Interferòmetre Òptic) també està situat allà. L'observatori també opera telescopis menors en la seva localització històrica de Mars Hill ia Austràlia i Xile. En l'actualitat està construint el Telescopi Discovery Channel de 4.2 metres en col·laboració amb Discovery Communications, Inc

## Telescopi Discovery Channel
L'Observatori Lowell està construint un gran telescopi en col·laboració amb Discovery Communications prop de Happy Jack al nord d'Arizona. Aquest telescopi, situat dins del districte Mogollon Rim Ranger en el Parc Nacional Coconino, s'espera que sigui el cinquè més gran a la zona continental dels Estats Units i permetrà als astrònoms de l'Lowell començar noves àrees de recerca i dur a terme els programes actuals de forma més efectiva i eficient. El telescopi i la investigació que permetrà també serà el centre d'atenció de programes de televisió educatius i informatius sobre astronomia, ciència, i tecnologia emesos al canal Discovery. A més, el Telescopi Discovery Channel en Lowell tindrà un important impacte educatiu i econòmic en l'estat.

## Recerca actual
Els astrònoms de l'observatori Lowell duen a terme investigacions en un ampli camp de temes sobre el sistema solar i astrofísica utilitzant telescopis terrestres, aeris i espacials. Entre els molts programes de recerca hi ha una recerca d'asteroides propers a la Terra, catalogació d'objectes de l'cinturó de Kuiper més enllà de Neptú, recerca de planetes extrasolars, un estudi de dècades de durada sobre l'estabilitat de la lluminositat del sol, i diverses investigacions sobre la formació d'estrelles i altres processos en galàxies llunyanes. Més, el personal de l'observatori dissenya i construeix instruments a mida per a l'ús en els telescopis de Lowell i en altres parts. Per exemple, el personal de Lowell va construir una sofisticada càmera d'alta velocitat per la servir en un Observatori estratosfèric d'astronomia infraroja (SOFIA). SOFIA és un projecte conjunt de les agències espacials dels Estats Units i Alemanya i consisteix en un telescopi de 2,5 m a bord d'un Boeing 747 SP.

## Descobriments importants

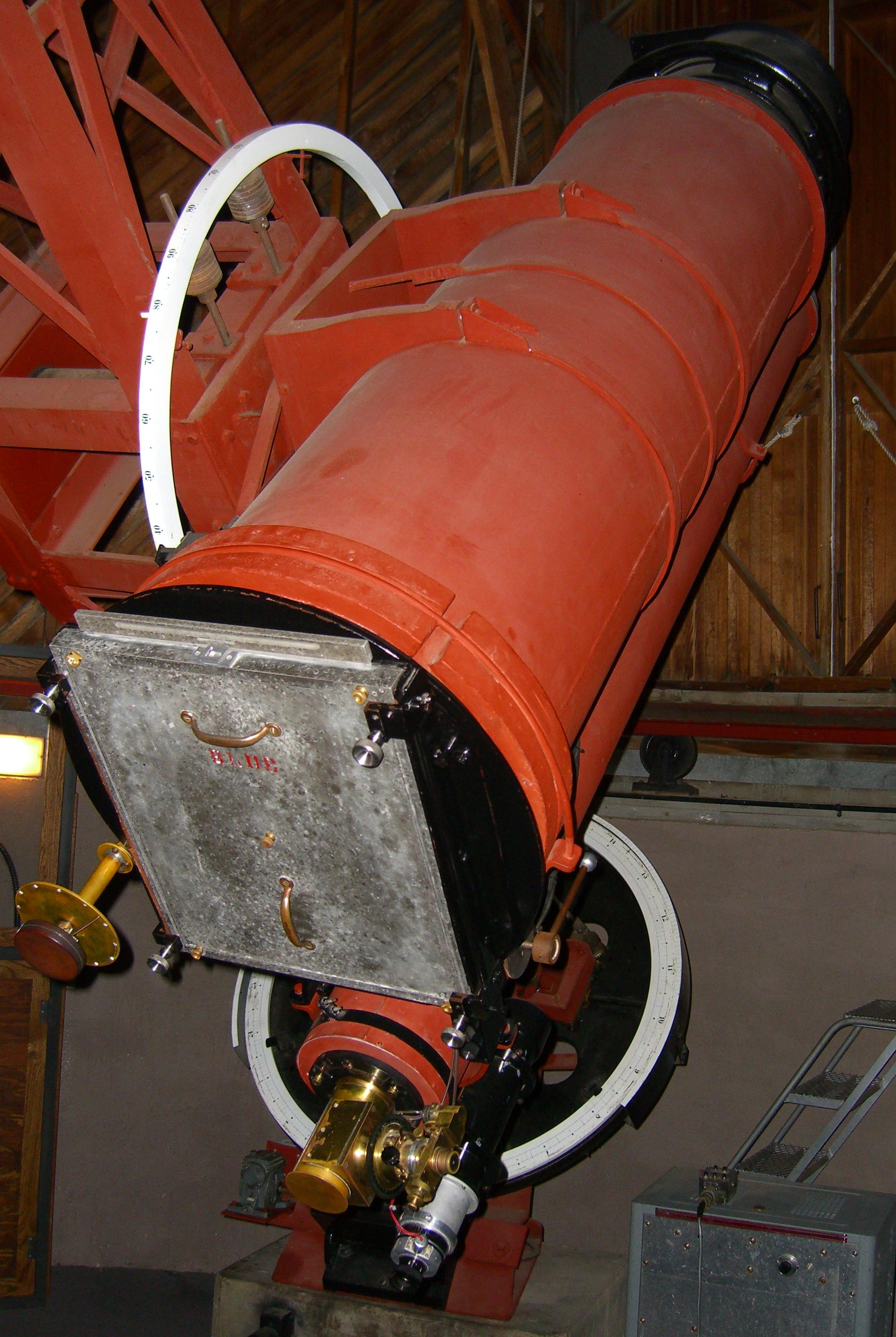
El telescopi de 13" Pluto Discovery, un astrògraf utilitzat per descobrir el planeta nan Plutó.

- El planeta nan Plutó per Clyde Tombaugh el 1930.
- Grans velocitats de recessió de galàxies per Vesto Melvin Slipher entre 1912 i 1914 (el que finalment va portar a la conclusió que l'univers s'expandeix).
- Co-descobriment dels anells d'Urà el 1977.
- La variació periòdica en la brillantor del cometa de Halley.
- Les tres grans estrelles conegudes.
- L'atmosfera de Plutó.
- Òrbites precises de dos satèl·lits de Plutó: Nix i Hydra.
- Oxigen en el satèl·lit de Júpiter Ganímedes.
- Gel de diòxid de carboni en tres satèl·lits d'Urà.
- El primer troià de Neptú.